# Rallicula
Rallicula es un género de aves gruiformes de la familia Rallidae que habitan en bosques y pantanos de Nueva Guinea.

## Especies
Se reconocen las siguientes especies y subespecies:
- Rallicula rubra Schlegel, 1871 – polluela castaña;
  - R. r. rubra Schlegel, 1871;
  - R. r. klossi Ogilvie-Grant, 1913;
- Rallicula leucospila (Salvadori, 1876) – polluela listada;
- Rallicula forbesi Sharpe, 1887 – polluela de Forbes;
  - R. f. parva Pratt, 1982;
  - R. f. forbesi Sharpe, 1887;
- Rallicula mayri Hartert, 1930 – polluela de Mayr;
  - R. m. mayri Hartert, 1930;
  - R. m. carmichaeli Diamond, 1969.